# Рудник (планина)
Вижте пояснителната страница за други значения на Рудник.
Рудник е ниска планина в Сърбия. Планината е най-високата част на Шумадия, район в централна Сърбия. Разположена е на около 100 км южно от Белград, и на 15 км северно от Горни Милановац. В планината има 8 върха над 1000 м. надморска височина, като най-високият е 1132 м.

## Води
Планината представлява вододел между поречията на Велика Морава, Западна Морава и Колубара. Оттук извират реките:
- Ясеница, (срб. Jасеница), десен приток на Велика Морава,
- Деспотовица, ляв приток на Западна Морава,
- Гружа, също ляв приток на Западна Морава,
- Лепеница, десен приток на Велика Морава.

## Растителност
Основно широколистни видове, като дъб, бук, явор и др.